# -cultura
-cultura, en español, es una terminación o base compositiva culta que forma muchos compuestos nominales a partir de palabras procedentes del latín que usaban «cultūra». La base compositiva se volvió muy productiva en español, así como en otras lenguas como el inglés o francés, en el siglo XVIII, lo que permitió la formación de nuevos vocablos ya sin precedentes en latín.
La base compositiva en español, al igual que en otras lenguas, tiene dos sentidos principales separados, lo que refleja fuentes latinas diferentes:
- una forma combinada utilizada en los nombres de las actividades, técnicas y conocimientos de cultivo de especies, sean animales o vegetales, como agricultura o apicultura.
- por extensión, campos en los que se desarrolla el cultivo de un área, como viticultura o puericultura.

Además, cultura, ya no como base compositiva, se utiliza también en dos familias de palabras:
- las relativas a la cultura:
  - cultura
  - contracultura
  - incultura
  - multicultura
  - subcultura

- las relativas a la escultura, con otra terminación etimológica muy diferente:
  - escultura
  - lipoescultura o esteatoescultura
  - videoescultura

## Palabras que usan -cultura como base compositiva
| Palabra                                       | Etimología                                   | Descripción | Apartado      | Rama             | Campo         |
| --------------------------------------------- | -------------------------------------------- | --- | ------------- | ---------------- | ------------- |
| acuacultura (o acuicultura)                   | + cultūra ( + cultivo)                       | La acuicultura es el conjunto de actividades, técnicas y conocimientos de cultivo de especies acuáticas vegetales y animales. Es una importante actividad económica de producción de alimentos, materias primas de uso industrial y farmacéutico, y organismos vivos para repoblación u ornamentación. |               |                  | ACUACULTURA   |
| océanocultura                                 | + cultūra ( + cultivo)                       | Cultivo de las plantas y animales oceánicos, como alimento o para otros fines. |               | OCÉANOCULTURA    | ACUACULTURA   |
| maricultura                                   | + cultūra ( + cultivo)                       | La maricultura es una rama especializada de la acuicultura involucrada en el cultivo de organismos marinos para productos alimenticios y otros en tanques ubicados en mar abierto, en una sección cerrada del océano, o en estanques o canales que se llenan con agua de mar. Un ejemplo de esto último son los cultivos o granjas de peces marinos, incluyendo por ejemplo pescados y mariscos, o las ostras y algas en estanques de agua salada.                                                              |               | MARICULTURA      | ACUACULTURA   |
| conchicultura                                 | + cultūra (mejillón + cultivo)               | Es el cultivo de moluscos conchíferos | CONCHICULTURA | MARICULTURA      | ACUACULTURA   |
| mitilicultura                                 | + cultūra (mejillón + cultivo)               | Es el cultivo del mejillón. | CONCHICULTURA | MARICULTURA      | ACUACULTURA   |
| ostricultura                                  | + cultūra ( + cultivo)                       | Es el cultivo de las ostras. | CONCHICULTURA | MARICULTURA      | ACUACULTURA   |
| venericultura                                 | venera + cultūra (venera + cultivo)          | Es el cultivo de las almejas. | CONCHICULTURA | MARICULTURA      | ACUACULTURA   |
| pectinicultura                                | + pectinidae + cultūra (pectinido + cultivo) | Es el cultivo de los pectinidos o vieiras. | CONCHICULTURA | MARICULTURA      | ACUACULTURA   |
| haliocultura                                  | Haliotidae + cultūra (haliotido + cultivo)   | Es el cultivo de los aliótidos (Haliotidae), una familia de moluscos gasterópodos muy estimados por su carne, considerada un manjar del mar. Son conocidos como orejas de mar y abulones. | CONCHICULTURA | MARICULTURA      | ACUACULTURA   |
| alguicultura                                  | + cultūra ( + cultivo)                       | Es el cultivo de las algas tanto para alimento como para biocombustibles. | ALGUICULTURA  | MARICULTURA      | ACUACULTURA   |
| piscicultura                                  | + cultūra ( + cultivo)                       | La piscicultura es la acuicultura de peces, término bajo el que se agrupan gran diversidad de cultivos, en general denominados en función de la especie o familia. A nivel industrial, las instalaciones de piscicultura se conocen como piscifactorías, aunque es un término en desuso, debido a la diversificación que ha sufrido el cultivo, en tanques, estanques, jaulas flotantes, etc. |               | PISCICULTURA     | ACUACULTURA   |
| carpicultura                                  | + cultūra (carpa+ cultivo)                   | Es el cultivo de la carpa común y otros ciprínidos, especies de agua dulce no tropical. Son los cultivos acuícolas más antiguos, ya practicados por los antiguos sumerios, chinos y romanos. |               | PISCICULTURA     | ACUACULTURA   |
| salmonicultura                                | + cultūra (salmón + cultivo)                 | Es el cultivo del samón. |               | PISCICULTURA     | ACUACULTURA   |
| agricultura                                   | agri + cultūra (campo + cultivo)             | La agricultura es el conjunto de técnicas y conocimientos para cultivar la tierra y la parte del sector primario que se dedica a ello. En ella se engloban los diferentes trabajos de tratamiento del suelo y los cultivos de vegetales. Comprende todo un conjunto de acciones humanas que transforma el medio ambiente natural, con el fin de hacerlo más apto para el crecimiento de las siembras. |               |                  | AGRICULTURA   |
| agrosilvicultura                              | + cultūra ( + cultivo)                       | |               | AGROSILVICULTURA | AGRICULTURA   |
| silvicultura                                  | silva + cultūra (selva, bosque + cultivo)    | La silvicultura es el cuidado de los bosques, cerros o montes y también, por extensión, la ciencia que trata de este cultivo; es decir, de las técnicas que se aplican a las masas forestales para obtener de ellas una producción continua y sostenible de bienes y servicios demandados por la sociedad. |               | AGROSILVICULTURA | AGRICULTURA   |
| arboricultura                                 | + cultūra ( + cultivo)                       | La arboricultura es la ciencia que comprende la selección, propagación, cuidado y tala selectiva de plantas perennes y leñosas, como árboles y arbustos, el estudio de su crecimiento y que incluye a las prácticas tradicionales. | ARBORICULTURA | AGROSILVICULTURA | AGRICULTURA   |
| oleicultura (o olivicultura)                  | + cultūra (olivo + cultivo)                  | Arte de cultivar el olivo y mejorar la producción del aceite. | ARBORICULTURA | AGROSILVICULTURA | AGRICULTURA   |
| cafecultura (o olivicultura)                  | + cultūra (café + cultivo)                   | La caficultura es la parte de la agricultura que se ocupa del cultivo del café, así como de la aplicación de las normas y prácticas para obtener mejores productos y beneficios de su fruto. | ARBORICULTURA | AGROSILVICULTURA | AGRICULTURA   |
| praticultura                                  | pratum+ cultūra (prado + cultivo)            | La praticultura es el conjunto de prácticas y disciplinas encaminadas a la producción y aprovechamiento de la hierba para alimento del ganado. |               | PRATICULTURA     | AGRICULTURA   |
| forrajecultura                                | pratum+ cultūra (prado + cultivo)            | La forraje es el conjunto de prácticas y disciplinas encaminadas a la producción y aprovechamiento de forraje para alimento del ganado. |               | FORRAJECULTURA   | AGRICULTURA   |
| fruticultura                                  | + cultūra ( + cultivo)                       | La fruticultura es la ciencia que estudia el cultivo de especies leñosas y semileñosas productoras de frutas, aplicando tecnologías basadas en principios biológicos y fisiológicos, para obtener un rédito económico de la actividad. |               | FRUTICULTURA     | AGRICULTURA   |
| citricultura                                  | + cultūra ( + cultivo)                       | La citricultura es el arte de cultivar cítricos. |               | FRUTICULTURA     | AGRICULTURA   |
| olericultura                                  | + cultūra ( + cultivo)                       | La olericultura es la ciencia que estudia no solo la plantación racional y económica de las plantas oleráceas: es decir de las hortalizas y verduras en general, sino que trata además todos los aspectos dedicados a su manejo. La horticultura es parte de la olericultura, en concreto es la parte de esta ciencia que se dedica solo al estudio del cultivo, mientras que la olericultura estudia la manipulación, la conservación etc.                                                                     |               | OLERICULTURA     | AGRICULTURA   |
| horticultura (o hortofruticultura)            | + cultūra ( + cultivo)                       | La horticultura es la ciencia, la tecnología y los negocios envueltos en la producción de hortalizas (es decir, de plantas herbáceas) con destino al consumo. Se distingue de la fruticultura, es decir, de la producción y manejo de especies leñosas y semileñosas productoras de frutas. Ambas disciplinas se distinguen tanto en el tipo de materiales usados, de prácticas, de manejos y de requerimientos.                                                                                                | HORTICULTURA  | OLERICULTURA     | AGRICULTURA   |
| floricultura                                  | + cultūra (flor + cultivo)                   | La floricultura es la disciplina de la horticultura orientada al cultivo de flores y plantas ornamentales en forma industrializada para uso decorativo. Los productores llamados floricultores, producen plantas para jardín, para su uso por jardineros, paisajistas, decoradores de interiores, venta de flores cortadas en floristerias o florerías, para su uso final en florero. Hay que entender a la floricultura como emprendimientos de producción masiva de plantas por diferencia con la jardinería. | HORTICULTURA  | OLERICULTURA     | AGRICULTURA   |
| vinicultura (o viticultura o vitivinicultura) | + cultūra ( + cultivo)                       | Es el cultivo sistemático de la vid o parra, para usar sus uvas en la producción de vino. Es una rama de la ciencia de la horticultura. | HORTICULTURA  | OLERICULTURA     | AGRICULTURA   |
| bovinocultura                                 | + cultūra ( + cultivo)                       | Se llama bovinocultura a la explotación de cultivos para la alimentación del ganado. |               |                  | BOVINOCULTURA |
| sericicultura (o sericultura)                 | + cultūra ( + cultivo)                       | Se entiende por sericicultura la cría del gusano de seda (Bombyx mori) con un conjunto de técnicas para producir capullos y, con ellos, la seda misma como producto textil final. |               |                  | GANADERÍA     |
| cunicultura                                   | cuniculus + cultūra (conejo + cultivo)       | La cunicultura es el arte de criar conejos. |               | CUNICULTURA      | GANADERÍA     |
| apicultura                                    | + cultūra ( + cultivo)                       | La apicultura es la actividad dedicada a la crianza de las abejas y a prestarles los cuidados necesarios con el objeto de obtener y consumir los productos que son capaces de elaborar y recolectar. |               | APICULTURA       | GANADERÍA     |
| porcicultura                                  | pōrcus + cultūra (cerdo + cultivo)           | La porcicultura es el arte de criar cerdos. |               | PORCICULTURA     | GANADERÍA     |
| avicultura                                    | + cultūra ( + cultivo)                       | La avicultura es la práctica de cuidar y criar aves como animales domésticos con diferentes fines, y la cultura que existe alrededor de esta actividad de crianza. La avicultura se centra generalmente no solo en la crianza de aves, sino también en preservar su hábitat y en las campañas de conciencización. |               | AVICULTURA       | GANADERÍA     |
| meleagricultura                               | Meleagris + cultūra (guajolotes + cultivo)   | Cría y explotación de los guajolotes (Meleagris). |               | AVICULTURA       | GANADERÍA     |
| anacultura                                    | anas + cultūra (ánade + cultivo)             | La anacultura es la rama de la producción de aves, dedicada a la crianza y el mejoramiento de los patos para la alimentación. |               | AVICULTURA       | GANADERÍA     |
| cotornicultura                                | coturnix + cultūra (codorniz + cultivo)      | La cotornicultura es la rama de la producción de aves, dedicada a la crianza y el mejoramiento de las codornices y otras pequeñas aves |               | AVICULTURA       | GANADERÍA     |
| numidicultura                                 | Numididae + cultūra (Numididae + cultivo)    | La numidicultura es la rama de la producción de aves, dedicada a la crianza y el mejoramiento de las gallinas de Guinea (Numididae). |               | AVICULTURA       | GANADERÍA     |
| colombicultura                                | columba + cultūra (paloma + cultivo)         | La colombicultura es la cría de palomas productoras de carnes o huevos. Se diferencia de la colombofilia, que es la cría y adiestramiento de palomas para convertirlas en palomas mensajeras, capaces de volver a su palomar (aves) desde puntos distantes. |               | AVICULTURA       | GANADERÍA     |
| canaricultura                                 | + cultūra ( + cultivo)                       | La canaricultura es la rama de la avicultura que se ocupa de la cría y métodos de crianza del canario doméstico (Serinus canaria domestica). Por extensión, la crianza de otras aves de jaula del orden de los passeriformes (como, por ejemplo, el diamante mandarín, el ruiseñor del Japón o el jilguero parva), se consideran parte de la canaricultura. |               | AVICULTURA       | GANADERÍA     |
| estrutiocultura                               | struthio + cultūra (avestruz + cultivo)      | Se dedica a la cría de avestruces (Struthio camelus). |               | AVICULTURA       | GANADERÍA     |
| helicicultura                                 | helix + cultūra (tipo de caracol + cultivo)  | La helicicultura es la cría racional en cautiverio, con fines comerciales, de caracoles terrestres comestibles. |               | HELICICULTURA    | GANADERÍA     |
| lumbricultura                                 | + cultūra (tipo de caracol + cultivo)        | La lumbricultura comprende las diversas operaciones relacionadas con la cría y producción de lombrices epigeas (de superficie, con ciclos de vida distintos a las vistas comúnmente en los jardines) y el tratamiento, por medio de éstas, de residuos orgánicos para su reciclaje en forma de abonos y proteínas. |               | LUMBRICULTURA    | GANADERÍA     |
| puericultura                                  | + cultūra ( + cultivo)                       | |               |                  |               |
| permacultura                                  | + cultūra ( + cultivo)                       | |               |                  |               |
| salicultura                                   | + cultūra (sal + cultivo)                    | |               |                  |               |